# Кричинські
Кричинські — литовсько-татарський князівський рід гербу «Радван» і видозміненого гербу «Радван». Родове прізвисько Мурза Найманський (Найман-Мурза). У власному родоводі та в більшості генеалогічних праць вони показані як нащадки первісних власників маєтку Кричин Оршанського повіту.
Іноді до прізвища додавали прізвисько Аляшкевич (Алішкевич), виводячи свій рід від татарського кондрацького (мерошлянського) князя Мартуза Аляшкевича. Насправді Кричинські — це гілка князів Найманів-Петровичів. Родоначальник Кричинських князь Ібрагім Осанавич Кадишевич (? — близько 1617), віленський (найманський) татарський хорунжий, який у другій половині XVI ст. купив у Аляшкевича частину Кричина. Був одружений із християнкою, шляхтянкою Ягенкою Карчевською, мав 6 синів. Онуки Абрагіма Асановича остаточно прийняли прізвище Кричинські.
Окрім Кричина (втраченого до XVIII ст.), Кричинські володіли родинними маєтками поблизу Крева Ошмянського повіту. Своє дворянство рід засвідчив княжим титулом і гербом «Радван» у Віленській губернії в 1819 році. Чимало Кричинських служили в офіцерських і генеральських званнях у війську ВКЛ та Російської імперії.